# Park Kultury (Koltsevajalinjen)
Park Kultury (ryska: Парк культу́ры, Kulturparken), är en tunnelbanestation på Koltsevajalinjen (ringlinjen) i Moskvas tunnelbana. Stationen ligger nära nöjes- och kulturparken Gorkijparken i centrala Moskva.
Arkitekten Igor Rozjin, som sedan ritade Luzjnikistadion, gav stationen ett tema som visar sport- och fritidsaktiviteter hos sovjetisk ungdom, främst på 26 runda basreliefer.
Vid stationens slut finns en liten basrelief föreställande Maksim Gorkij. Från början hette stationen Park Kultury imeni Gorkogo men under Sommar-OS i Moskva 1980 ropades stationernas namn ut även på engelska och franska, och man kortade då ner det ryska namnet. Efter OS fick stationen behålla det korta namnet. Den långa namnformen står fortfarande i bronsbokstäver bredvid Gorkij-reliefen.

## Byten
På stationen kan man byta till Park Kultury-stationen på Sokolnitjeskajalinjen.